# Demografía de Noruega
El siguiente artículo describe las características de la demografía de Noruega

## Población

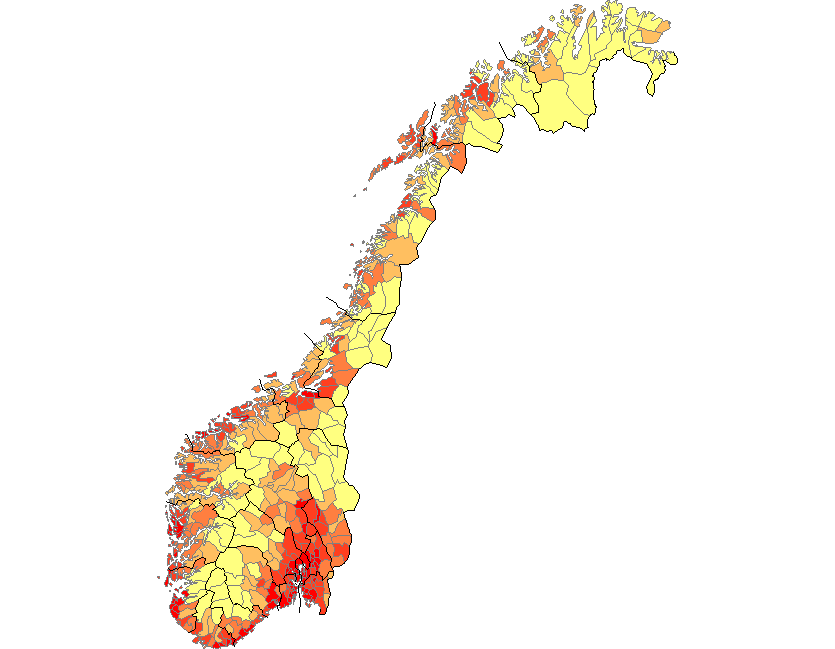
Mapa de densidades demográficas de Noruega

La población de Noruega es de aproximadamente 5 391 369 habitantes (al 1 de enero de 2021), pequeña en términos absolutos y relativos: ocupa el 118.º lugar entre los países por tamaño de población y el 215.º entre los países por densidad demográfica. La esperanza de vida es de 79,6 años. El promedio de hijos por mujer es de 1,78.
La mayor parte de la población es de origen noruego, una nación y grupo étnico que comparte una cultura común y hablan el idioma noruego. Al norte de Noruega, habita el pueblo indígena lapón, una minoría étnica que ocupa varias regiones septentrionales de Noruega, Suecia, Finlandia y Rusia.
Por causas climatológicas y por la particular configuración orográfica del país, las mayores densidades demográficas se dan en la costa y al sur del territorio, donde las condiciones ambientales son más benignas para el hábitat humano.
Alrededor del 40 % de la población noruega se ubica alrededor del fiordo de Oslo, mientras vastas zonas del país no son habitables. La densidad media es de apenas 15,5 hab/km², una de las más bajas del continente europeo (sólo superando a Islandia). Un porcentaje importante de la población se concentra en pueblos y ciudades.

## Historia
En 1769, el primer censo completo que se realizó en Noruega y dio la cifra de 700 000 habitantes. El primer millón se alcanzó en 1822, el segundo en 1890, el tercero en 1942, y el cuarto en 1975. En octubre de 2000 la población de Noruega pasaba de los 4 millones y medio, y todos los cálculos indican que se pasará de cinco millones más o menos en 2030.
En el pasado, la tasa de mortalidad en Noruega fluctuaba rápidamente debido a los desastres naturales, las guerras y las epidemias. El desarrollo social y económico del país y, no en menor medida, la mejora de las condiciones médicas y sanitarias, han dado como resultado un descenso radical de la tasa de mortalidad, principalmente debido a la reducción de la mortalidad infantil y la erradicación de la tuberculosis. La esperanza de vida ha experimentado un incremento constante desde 1830 hasta llegar a los 78,7 años de hoy en día, cifra que se encuentra entre las más altas del mundo.

### Evolución de la población noruega
Con un crecimiento anual del 0,57%, al igual que en otros países europeos, Noruega está atravesando una época con un bajo índice de natalidad que ha seguido a otra en la que ha habido un fuerte crecimiento de la población. Este crecimiento de la población llegó a alcanzar el 1% justo después de la Segunda Guerra Mundial, pero empezó a caer en los años 1970 y continuó así durante toda los años 1980. A partir de 1995, la población ha empezado a aumentar una vez más, aunque esto se debe más a la inmigración que al índice de natalidad propiamente dicho. Alrededor del 8% de la población es inmigrante.
El número de niños nacidos de mujeres noruegas ha ido descendiendo constantemente. La tasa de nacimientos por cada 1000 habitantes ha bajado mucho desde finales del siglo XIX, probablemente debido a las medidas de planificación familiar. Este declive del índice de natalidad apareció en primer lugar en las zonas urbanas y las regiones centrales, y ha llegado a unas tasas tan bajas de reproducción (menos de 1%) que los niveles de población a largo plazo no podrán mantenerse sin la inmigración.

## Estadísticas vitales
|      | Población | Nacidos | Muertes | Cambio natural | Tasa bruta de natalidad (por 1000) | Tasa bruta de mortalidad (por 1000) | Cambio natural (por 1000) | Tasa total de fecundidad |
| ---- | --------- | ------- | ------- | -------------- | ---------------------------------- | ----------------------------------- | ------------------------- | ------------------------ |
| 1900 | 2.231.000 | 66.229  | 35.345  | 30.884         | 29,7                               | 15,8                                | 13,8                      | 4,40                     |
| 1901 | 2.255.000 | 67.303  | 33.821  | 33.482         | 29,8                               | 15,0                                | 14,8                      | 4,37                     |
| 1902 | 2.276.000 | 66.494  | 31.670  | 34.824         | 29,2                               | 13,9                                | 15,3                      | 4,26                     |
| 1903 | 2.288.000 | 65.470  | 33.847  | 31.623         | 28,6                               | 14,8                                | 13,8                      | 4,16                     |
| 1904 | 2.298.000 | 64.143  | 32.895  | 31.248         | 27,9                               | 14,3                                | 13,6                      | 4,07                     |
| 1905 | 2.309.000 | 62.601  | 34.050  | 28.551         | 27,1                               | 14,7                                | 12,4                      | 3,95                     |
| 1906 | 2.319.000 | 62.091  | 31.668  | 30.423         | 26,8                               | 13,7                                | 13,1                      | 3,92                     |
| 1907 | 2.329.000 | 61.302  | 33.345  | 27.957         | 26,3                               | 14,3                                | 12,0                      | 3,87                     |
| 1908 | 2.346.000 | 61.686  | 33.366  | 28.320         | 26,3                               | 14,2                                | 12,1                      | 3,87                     |
| 1909 | 2.368.000 | 63.324  | 32.111  | 31.213         | 26,7                               | 13,6                                | 13,2                      | 3,96                     |
| 1910 | 2.384.000 | 61.486  | 32.207  | 29.279         | 25,8                               | 13,5                                | 12,3                      | 3,82                     |
| 1911 | 2.401.000 | 61.727  | 31.691  | 30.036         | 25,7                               | 13,2                                | 12,5                      | 3,80                     |
| 1912 | 2.423.000 | 61.409  | 32.663  | 28.746         | 25,3                               | 13,5                                | 11,9                      | 3,72                     |
| 1913 | 2.447.000 | 61.294  | 32.442  | 28.852         | 25,0                               | 13,3                                | 11,8                      | 3,64                     |
| 1914 | 2.472.000 | 62.111  | 33.280  | 28.831         | 25,1                               | 13,5                                | 11,7                      | 3,62                     |
| 1915 | 2.498.000 | 58.975  | 33.425  | 25.550         | 23,6                               | 13,4                                | 10,2                      | 3,37                     |
| 1916 | 2.522.000 | 61.120  | 34.910  | 26.210         | 24,2                               | 13,8                                | 10,4                      | 3,43                     |
| 1917 | 2.551.000 | 63.969  | 34.699  | 29.270         | 25,1                               | 13,6                                | 11,5                      | 3,53                     |
| 1918 | 2.578.000 | 63.468  | 44.218  | 19.250         | 24,6                               | 17,2                                | 7,5                       | 3,44                     |
| 1919 | 2.603.000 | 59.486  | 35.821  | 23.665         | 22,9                               | 13,8                                | 9,1                       | 3,17                     |
| 1920 | 2.635.000 | 69.326  | 33.634  | 35.692         | 26,3                               | 12,8                                | 13,5                      | 3,61                     |
| 1921 | 2.668.000 | 64.610  | 30.698  | 33.912         | 24,2                               | 11,5                                | 12,7                      | 3,31                     |
| 1922 | 2.695.000 | 62.908  | 32.484  | 30.424         | 23,3                               | 12,1                                | 11,3                      | 3,18                     |
| 1923 | 2.713.000 | 61.731  | 31.543  | 30.188         | 22,8                               | 11,6                                | 11,1                      | 3,09                     |
| 1924 | 2.729.000 | 58.021  | 30.850  | 27.171         | 21,3                               | 11,3                                | 10,0                      | 2,85                     |
| 1925 | 2.747.000 | 54.066  | 30.481  | 23.585         | 19,7                               | 11,1                                | 8,6                       | 2,61                     |
| 1926 | 2.763.000 | 54.163  | 29.933  | 24.230         | 19,6                               | 10,8                                | 8,8                       | 2,59                     |
| 1927 | 2.775.000 | 50.175  | 31.141  | 19.034         | 18,1                               | 11,2                                | 6,9                       | 2,38                     |
| 1928 | 2.785.000 | 49.881  | 30.301  | 19.580         | 17,9                               | 10,9                                | 7,0                       | 2,34                     |
| 1929 | 2.795.000 | 48.372  | 32.023  | 16.349         | 17,3                               | 11,5                                | 5,8                       | 2,23                     |
| 1930 | 2.807.000 | 47.844  | 29.616  | 18.228         | 17,0                               | 10,5                                | 6,5                       | 2,19                     |
| 1931 | 2.824.000 | 45.989  | 30.674  | 15.315         | 16,3                               | 10,9                                | 5,4                       | 2,07                     |
| 1932 | 2.842.000 | 45.451  | 30.102  | 15.349         | 16,0                               | 10,6                                | 5,4                       | 2,04                     |
| 1933 | 2.858.000 | 42.114  | 28.943  | 13.171         | 14,7                               | 10,1                                | 4,6                       | 1,86                     |
| 1934 | 2.874.000 | 41.833  | 28.340  | 13.493         | 14,6                               | 9,9                                 | 4,7                       | 1,82                     |
| 1935 | 2.889.000 | 41.321  | 29.747  | 11.574         | 14,3                               | 10,3                                | 4,0                       | 1,78                     |
| 1936 | 2.904.000 | 42.240  | 30.100  | 12.140         | 14,5                               | 10,4                                | 4,2                       | 1,84                     |
| 1937 | 2.919.000 | 43.808  | 30.217  | 13.591         | 15,0                               | 10,4                                | 4,7                       | 1,84                     |
| 1938 | 2.936.000 | 45.319  | 29.211  | 16.108         | 15,4                               | 9,9                                 | 5,5                       | 1,88                     |
| 1939 | 2.954.000 | 46.603  | 29.870  | 16.733         | 15,8                               | 10,1                                | 5,7                       | 2,00                     |
| 1940 | 2.973.000 | 47.943  | 32.045  | 15.898         | 16,1                               | 10,8                                | 5,3                       | 1,95                     |
| 1941 | 2.990.000 | 45.773  | 32.209  | 13.564         | 15,3                               | 10,8                                | 4,5                       | 1,83                     |
| 1942 | 3.009.000 | 53.225  | 32.062  | 21.163         | 17,7                               | 10,7                                | 7,0                       | 2,11                     |
| 1943 | 3.032.000 | 57.281  | 31.623  | 25.658         | 18,9                               | 10,4                                | 8,5                       | 2,26                     |
| 1944 | 3.060.000 | 62.241  | 32.652  | 29.589         | 20,3                               | 10,7                                | 9,7                       | 2,45                     |
| 1945 | 3.091.000 | 61.814  | 30.030  | 31.784         | 20,0                               | 9,7                                 | 10,3                      | 2,43                     |
| 1946 | 3.127.000 | 70.727  | 29.220  | 41.507         | 22,6                               | 9,3                                 | 13,3                      | 2,77                     |
| 1947 | 3.165.000 | 67.625  | 29.894  | 37.731         | 21,4                               | 9,4                                 | 11,9                      | 2,66                     |
| 1948 | 3.201.000 | 65.618  | 28.375  | 37.243         | 20,5                               | 8,9                                 | 11,6                      | 2,62                     |
| 1949 | 3.234.000 | 63.052  | 29.082  | 33.970         | 19,5                               | 9,0                                 | 10,5                      | 2,52                     |
| 1950 | 3.265.000 | 62.410  | 29.699  | 32.711         | 19,1                               | 9,1                                 | 10,0                      | 2,46                     |
| 1951 | 3.296.000 | 60.571  | 27.736  | 32.835         | 18,4                               | 8,4                                 | 10,0                      | 2,47                     |
| 1952 | 3.328.000 | 62.543  | 28.417  | 34.126         | 18,8                               | 8,5                                 | 10,3                      | 2,58                     |
| 1953 | 3.361.000 | 62.985  | 28.412  | 34.573         | 18,7                               | 8,5                                 | 10,3                      | 2,64                     |
| 1954 | 3.394.000 | 62.739  | 29.158  | 33.581         | 18,5                               | 8,6                                 | 9,9                       | 2,67                     |
| 1955 | 3.427.000 | 63.552  | 29.099  | 34.453         | 18,5                               | 8,5                                 | 10,1                      | 2,76                     |
| 1956 | 3.460.000 | 64.171  | 29.981  | 34.190         | 18,5                               | 8,7                                 | 9,9                       | 2,83                     |
| 1957 | 3.492.000 | 63.063  | 30.560  | 32.503         | 18.1                               | 8.8                                 | 9.3                       | 2.83                     |
| 1958 | 3.523.000 | 62.985  | 31.645  | 31.340         | 17,9                               | 9,0                                 | 8,9                       | 2,86                     |
| 1959 | 3.553.000 | 63.005  | 31.761  | 31.244         | 17,7                               | 8,9                                 | 8,8                       | 2,88                     |
| 1960 | 3.581.000 | 61.880  | 32.543  | 29.337         | 17,3                               | 9,1                                 | 8,2                       | 2,85                     |
| 1961 | 3.610.000 | 62.555  | 33.313  | 29.242         | 17,3                               | 9,2                                 | 8,1                       | 2,91                     |
| 1962 | 3.639.000 | 62.254  | 34.318  | 27.936         | 17,1                               | 9,4                                 | 7,7                       | 2,89                     |
| 1963 | 3.667.000 | 63.290  | 36.850  | 26.440         | 17,3                               | 10,0                                | 7,2                       | 2,91                     |
| 1964 | 3.694.000 | 65.570  | 35.171  | 30.399         | 17,8                               | 9,5                                 | 8,2                       | 2,95                     |
| 1965 | 3.723.000 | 66.277  | 35.317  | 30.960         | 17,8                               | 9,5                                 | 8,3                       | 2,89                     |
| 1966 | 3.753.000 | 67.061  | 36.010  | 31.051         | 17,9                               | 9,6                                 | 8,3                       | 2,86                     |
| 1967 | 3.785.000 | 66.779  | 36.216  | 30.563         | 17,6                               | 9,6                                 | 8,1                       | 2,82                     |
| 1968 | 3.819.000 | 67.350  | 37.668  | 29.682         | 17,6                               | 9,9                                 | 7,8                       | 2,76                     |
| 1969 | 3.851.000 | 67.746  | 38.994  | 28.752         | 17,6                               | 10,1                                | 7,5                       | 2,70                     |
| 1970 | 3.877.000 | 64.551  | 38.723  | 25.828         | 16,6                               | 10,0                                | 6,7                       | 2,61                     |
| 1971 | 3.903.000 | 65.550  | 38.981  | 26.569         | 16,8                               | 10,0                                | 6,8                       | 2,51                     |
| 1972 | 3.933.000 | 64.260  | 39.375  | 24.885         | 16,3                               | 10,0                                | 6,3                       | 2,37                     |
| 1973 | 3.961.000 | 61.208  | 39.958  | 21.250         | 15,5                               | 10,1                                | 5,4                       | 2,28                     |
| 1974 | 3.985.000 | 59.603  | 39.464  | 20.139         | 15,0                               | 9,9                                 | 5,1                       | 2,15                     |
| 1975 | 4.007.000 | 56.345  | 40.061  | 16.284         | 14,1                               | 10,0                                | 4,1                       | 2,00                     |
| 1976 | 4.026.000 | 53.474  | 40.216  | 13.258         | 13,3                               | 10,0                                | 3,3                       | 1,88                     |
| 1977 | 4.043.000 | 50.877  | 39.824  | 11.053         | 12,6                               | 9,9                                 | 2,7                       | 1,77                     |
| 1978 | 4.059.000 | 51.749  | 40.682  | 11.067         | 12,7                               | 10,0                                | 2,7                       | 1,79                     |
| 1979 | 4.073.000 | 51.580  | 41.632  | 9.948          | 12,7                               | 10,2                                | 2,4                       | 1,77                     |
| 1980 | 4.086.000 | 51.039  | 41.340  | 9.699          | 12,5                               | 10,1                                | 2,4                       | 1,74                     |
| 1981 | 4.100.000 | 50.708  | 41.893  | 8.815          | 12,4                               | 10,2                                | 2,2                       | 1,70                     |
| 1982 | 4.115.000 | 51.245  | 41.454  | 9.791          | 12,5                               | 10,1                                | 2,4                       | 1,71                     |
| 1983 | 4.128.000 | 49.937  | 42.224  | 7.713          | 12,1                               | 10,2                                | 1,9                       | 1,67                     |
| 1984 | 4.140.000 | 50.274  | 42.581  | 7.693          | 12,1                               | 10,3                                | 1,9                       | 1,66                     |
| 1985 | 4.153.000 | 51.134  | 44.372  | 6.762          | 12,3                               | 10,7                                | 1,6                       | 1,68                     |
| 1986 | 4.167.000 | 52.514  | 43.560  | 8.954          | 12,6                               | 10,5                                | 2,1                       | 1,71                     |
| 1987 | 4.187.000 | 54.027  | 44.959  | 9.068          | 12,9                               | 10,7                                | 2,2                       | 1,80                     |
| 1988 | 4.209.000 | 57.526  | 45.354  | 12.172         | 13,7                               | 10,8                                | 2,9                       | 1,84                     |
| 1989 | 4.227.000 | 59.303  | 45.173  | 14.130         | 14,0                               | 10,7                                | 3,3                       | 1,89                     |
| 1990 | 4.241.000 | 60.939  | 46.021  | 14.918         | 14,4                               | 10,9                                | 3,5                       | 1,93                     |
| 1991 | 4.262.000 | 60.808  | 44.923  | 15.885         | 14,3                               | 10,5                                | 3,7                       | 1,92                     |
| 1992 | 4.286.000 | 60.109  | 44.731  | 15.378         | 14,0                               | 10,4                                | 3,6                       | 1,88                     |
| 1993 | 4.312.000 | 59.678  | 46.597  | 13.081         | 13,8                               | 10,8                                | 3,0                       | 1,86                     |
| 1994 | 4.325.000 | 60.092  | 44.071  | 16.021         | 13,7                               | 10,2                                | 3,5                       | 1,87                     |
| 1995 | 4.359.000 | 60.292  | 45.190  | 15.102         | 13,8                               | 10,4                                | 3,5                       | 1,87                     |
| 1996 | 4.381.000 | 60.927  | 43.860  | 17.067         | 13,9                               | 10,0                                | 3,9                       | 1,89                     |
| 1997 | 4.405.000 | 59.801  | 44.595  | 15.206         | 13,6                               | 10,1                                | 3,5                       | 1,87                     |
| 1998 | 4.431.000 | 58.352  | 44.112  | 14.240         | 13,1                               | 9,9                                 | 3,2                       | 1,81                     |
| 1999 | 4.462.000 | 59.298  | 45.170  | 14.128         | 13,3                               | 10,1                                | 3,1                       | 1,85                     |
| 2000 | 4.491.000 | 59.234  | 44.002  | 15.232         | 13,2                               | 9,8                                 | 3,3                       | 1,85                     |
| 2001 | 4.514.000 | 56.696  | 43.981  | 12.715         | 12,6                               | 9,8                                 | 2,8                       | 1,78                     |
| 2002 | 4.538.000 | 55.434  | 44.465  | 10.969         | 12,2                               | 9,9                                 | 2,4                       | 1,75                     |
| 2003 | 4.565.000 | 56.458  | 42.478  | 13.980         | 12,4                               | 9,4                                 | 3,0                       | 1,80                     |
| 2004 | 4.592.000 | 56.951  | 41.200  | 15.751         | 12,4                               | 9,1                                 | 3,3                       | 1,83                     |
| 2005 | 4.623.000 | 56.756  | 41.232  | 15.524         | 12,3                               | 8,9                                 | 3,4                       | 1,84                     |
| 2006 | 4.661.000 | 58.545  | 41.253  | 17.292         | 12,6                               | 8,8                                 | 3,7                       | 1,90                     |
| 2007 | 4.709.000 | 58.459  | 41.954  | 16.505         | 12,4                               | 8,9                                 | 3,5                       | 1,90                     |
| 2008 | 4.768.000 | 60.497  | 41.712  | 18.785         | 12,7                               | 8,7                                 | 3,9                       | 1,96                     |
| 2009 | 4.829.000 | 61.807  | 41.449  | 20.358         | 12,8                               | 8,6                                 | 4,2                       | 1,98                     |
| 2010 | 4.889.000 | 61.442  | 41.499  | 19.943         | 12,6                               | 8,5                                 | 4,1                       | 1,95                     |
| 2011 | 4.953.000 | 60.220  | 41.393  | 18.827         | 12,1                               | 8,3                                 | 3,8                       | 1,88                     |
| 2012 | 5.019.000 | 60.255  | 41.992  | 18.263         | 12,0                               | 8,4                                 | 3,6                       | 1,85                     |
| 2013 | 5.079.000 | 58.995  | 41.282  | 17.713         | 11,7                               | 8,1                                 | 3,6                       | 1,78                     |
| 2014 | 5.137.000 | 59.084  | 40.394  | 18.690         | 11,5                               | 7,9                                 | 3,6                       | 1,76                     |
| 2015 | 5.165.000 | 59.058  | 40.727  | 18,331         | 11,4                               | 7,9                                 | 3,5                       | 1,73                     |
| 2016 | 5.213.000 | 58.890  | 40.726  | 18.164         | 11,3                               | 7,8                                 | 3,5                       | 1,71                     |
| 2017 | 5.258.000 | 56.633  | 40.774  | 15.859         | 10,8                               | 7,8                                 | 3,0                       | 1,62                     |
| 2018 | 5.296.000 | 55.120  | 40.840  | 14.280         | 10,4                               | 7,7                                 | 2,8                       | 1,56                     |
| 2019 | 5.328.000 | 54.495  | 40.684  | 13.811         | 10,2                               | 7,6                                 | 2,6                       | 1,53                     |
| 2020 | 5.367.580 | 52.979  | 40.611  | 12.368         | 9,9                                | 7,5                                 | 2,4                       | 1,48                     |
| 2021 | 5.391.369 |         |         |                |                                    |                                     |                           |                          |

## Ciudades
Entre las grandes ciudades en Noruega se encuentran Oslo, Bergen, Trondheim, Stavanger, Kristiansand, Fredrikstad y Tromsø.

## Idiomas
El idioma noruego posee dos formas escritas, llamadas bokmål y nynorsk, las cuales no difieren en gran medida. Bokmål es el sistema utilizado por la mayoría. Varias lenguas saami son habladas y escritas en las regiones del norte por el pueblo sami. El idioma noruego germánico y los idiomas sami no poseen ninguna relación entre sí.

## Religión
La Iglesia de Noruega luterana es la Iglesia del Estado y la vasta mayoría de la población es, al menos nominalmente, miembro; sin embargo, existe la libertad de credo y otras religiones han prosperado con la inmigración en años recientes, particularmente, el Islam y el catolicismo. San Olaf es el santo patrono de Noruega. Es considerado por algunos como el rey eterno y tiene una reputación y lugar en la historia de Noruega indisputado por cualquier otro rey noruego en los últimos 1000 años.
Según las estadísticas oficiales del 2019, la distribución población según religión se divide en:
- Cristianismo 75,63%
  - Iglesia cristiana noruega 68,68%
- Sin afiliación 18,32%
- Otras religiones 4,19%
  - Islam 3,41%
- Humanismo 1,85%

## Inmigración
| Posición | País de origen              | Población (2021) |
| -------- | --------------------------- | ---------------- |
| 1.       | Polonia                     | 117.331          |
| 2.       | Lituania                    | 48.564           |
| 3.       | Somalia                     | 43.593           |
| 4.       | Pakistán                    | 39.257           |
| 5.       | Suecia                      | 39.031           |
| 6.       | Siria                       | 37.581           |
| 7.       | Irak                        | 34.671           |
| 8.       | Eritrea                     | 30.213           |
| 9.       | Alemania                    | 28.639           |
| 10.      | Filipinas                   | 26.337           |
| 11.      | Vietnam                     | 23.811           |
| 12.      | Irán (incluyendo Kurdistán) | 23.765           |
| 13.      | Tailandia                   | 22.707           |
| 14.      | Rusia                       | 22.561           |
| 15.      | Afganistán                  | 22.361           |
| 16.      | Dinamarca                   | 20.833           |
| 17.      | Turquía                     | 20.679           |
| 18.      | India                       | 19.282           |
| 19.      | Bosnia y Herzegovina        | 18.738           |
| 20.      | Rumania                     | 18.291           |